# Vodilna ničla
Vodílna níčla je vsaka števka 0, ki je v pozicijskem zapisu pred nizom števila. Znani identifikator Jamesa Bonda, 007, ima na primer dve vodilni ničli. Vodilne ničle lahko zanemarimo in dobimo enako številsko vrednost. V običajnem desetiškem zapisu celih števil po navadi ni vodilnih ničel, razen ničle same pred decimalnim ločilom, ki jo sicer lahko označimo kot prazni niz. Tako običajno zapišemo:
{\displaystyle ,123456\equiv 0,123456\!\,}
in:
{\displaystyle 01,23456\equiv 1,23456\!\,.}
Prav tako vodilne ničle ne upoštevamo pri seštevanju ali drugih operacijah. Na primer:
{\displaystyle 0654321+253=654321+253=654574\!\,,}
{\displaystyle 0654321\cdot 253=654321\cdot 253=1656086451\!\,,}
{\displaystyle 0654321/218107={\frac {654321}{218107}}=3\!\,.}